# Osvaldo Requena
Osvaldo Francisco Requena (* 29. Juni 1931 in Buenos Aires; † 25. März 2010) war ein argentinischer Tangopianist, Bandleader, Arrangeur und Komponist.

## Leben
Requena begann seine Laufbahn als Pianist und Arrangeur 1951 im Orchester Raúl Kaplúns. 1952 wechselte er zu Eduardo Del Piano, danach gehörte er den Orchestern Edgardo Donatos, Carlos Demarías, Ángel Domínguez’, Alberto Manciones, Eduardo Roviras, Alfredo Del Ríos, Juan Sánchez Gorios, Atilio Stampones und Florindo Sassones an. In den 1960er Jahren trat er auch in einer Formation mit dem Geiger Hermes Peresini, dem Kontrabassisten Enrique Marchetto und dem Sänger Floreal Ruiz auf.
Von 1968 bis 1982 war er Direktor des Labels Microfón. Er leitete auch das Orchester des Labels, das alle Musiker begleitete, die dort aufnahmen, darunter Alfredo Zitarrosa, Los Quilla Huasi und Los Hermanos Cuesta. In den 1970er Jahren war er außerdem Leiter des Orchesters des Fernsehsenders Canal 11. Ab 1984 leitete er das Orquesta Nacional Juan de Dios Filiberto, mit dem er im Teatro Cervantes debütierte. Als er 1985 zu einer Show mit Ana María Stekelman im Michelangelo eingeladen wurde, gründete er ein Trio, mit dem er in der Folgezeit durch die USA, Europa und Asien tourte und seine Arrangements spielte. Schließlich leitete er das von Gustavo Santaolalla geförderte Orchester des Café de los Maestros.
Insgesamt nahm Requena als Begleiter verschiedener Sänger mehr als 400 Alben auf. Hinzu kommen etwa 800 Aufnahmen als Pianist. Aus seiner Arbeit bei Microfón besaß er eine Sammlung von 8000 Partituren von Tangoarrangements. Er selbst komponierte mehr als 100 Musikwerke unterschiedlicher Stilrichtungen. Er schrieb Arrangements für Musiker wie Leopoldo Federico, Florindo Sassone, Astor Piazzolla und auch für Zubin Mehta. Für Leopoldo Torre Nilssons Film Los siente locos schrieb er den Soundtrack mit den Originalkompositionen La milonga del rufián melancólico, El vals del encuentro und Tango del desorden.